# 宮城県道・福島県道45号丸森霊山線
宮城県道・福島県道45号丸森霊山線（みやぎけんどう・ふくしまけんどう45ごう まるもりりょうぜんせん）は、宮城県伊具郡丸森町から福島県伊達市に至る県道（主要地方道）である。

## 概要
宮城県最南端の丸森町と伊達市霊山町を結ぶが、県境の笹ノ峠は車両通行不能である。
宮城県側区間は、丸森町中心部から阿武隈川支流の内川に沿って町南部の筆甫地区に向かう主要ルートとなっている。途中、1～1.5車線の幅員狭小区間が長く続いている。筆甫地区に入ると、沿道には巨大な岩塔が林立し、勇壮な景観を見せている。
筆甫地区南部の平松地区で車道は途切れ通行不可となるため、県道平松梁川線経由で伊達市梁川町方面または町道経由で相馬市玉野地区方面に迂回する必要がある。

### 路線データ
- 起点：宮城県伊具郡丸森町字大舘
- 終点：福島県伊達市霊山町掛田字日向前
- 総延長：X.X km（福島県側：12,969m）[1]
  - 重用延長：2,240m（福島県側：2,240m）[1]
  - 実延長：28,473m（福島県側：10,729m、宮城県側：17,744.0m）[1][2]

自動車通行不能区間
- 福島県側
  - 伊達市霊山町大字大石字笹ノ峠～峠下（1.524km）[3]

## 歴史
- 1958年（昭和33年）3月31日 - 宮城県が一般県道2号として「丸森霊山線」を県道に認定する。[4]
- 1959年（昭和34年）8月31日 - 福島県によって前身となる県道丸森霊山線として県道路線に認定される[5]。
- 1982年（昭和57年）4月1日 - 建設省告示第935号が公布され、県道丸森霊山線、丸森梁川線の一部、梁川霊山線の一部が主要地方道丸森霊山線として指定される。また、福島県によって現在の県道路線と路線名が認定される[6]。
- 1983年（昭和58年）1月11日 - 宮城県側で、一般県道2号「丸森霊山線」から主要地方道66号「丸森霊山線」への路線変更が告示される。[7]
- 1993年（平成5年）
  - 5月11日 - 建設省から、県道丸森霊山線が丸森霊山線として主要地方道に指定される[8]。
  - 10月19日 - 県道番号が決定[9]され、従前の主要地方道66号から、県道45号に変更される。（12月1日より施行）
- 2012年（平成24年） - 国道113号舘矢間バイパス開通[10]に伴い、旧道にあたる区間の一部が当県道に降格。
- 2019年（令和元年）10月13日 - 令和元年東日本台風により、宮城県側区間を中心に甚大な被害を受ける。
- 2022年（令和4年）
  - 9月22日 - 丸森橋が公益社団法人土木学会により「令和4年度選奨土木遺産」に認定される。[11]
  - 9月30日 - 令和元年東日本台風からの災害復旧工事が完了し、約３年ぶりに全面通行止め規制が解除される。[12]

## 路線状況

### 重用路線
- 福島県道31号浪江国見線（伊達市霊山町大石字院主 - 同市霊山町大石字鳥居）

### 道路施設
丸森橋
- 竣工：1929年

丸森町の起点付近にて阿武隈川本流を渡る。戦前に作られたプラットトラス道路橋としては、宮城県内で唯一現存している。石張りの橋脚も特徴的。もともとは国道113号の橋であったが、舘矢間バイパスの開通に伴い当県道に含まれることとなった。
阿久津橋
- 全長：28.6m
- 幅員：7.8m
- 竣工：2004年[13]

伊達市霊山町大石字平にて一級水系阿武隈川水系広瀬川支流の祓川を渡る。橋上は上下対向2車線で供用され、歩道は設置されていない。
丹鶴橋
- 全長：51.5m
- 幅員：8.0m
- 竣工：1957年[13]

伊達市霊山町中川字原畑から字橋本に跨り、一級水系阿武隈川水系広瀬川を渡る。橋上は上下対向2車線で供用され、歩道は設置されていない。東詰にて福島県道149号と合流する丁字路につきあたる。下流側に並行して水管橋がかかる。
下河原大橋
- 全長：36.6m
- 幅員：9.2m
- 竣工：1972年[13]

伊達市霊山町掛田字向戸から字下川原に跨り、一級水系阿武隈川水系広瀬川支流小国川を渡る。橋上は上下対向2車線で供用され、下り線側に歩道が設置されている。下流側に並行して水管橋がかかる。

### 交通量[14]
令和３年度・12時間交通量
- 丸森町字田町北 - 3,953台
- 伊達市霊山町中川字高畑 - 1,057台

## 地理

### 通過する自治体
- 宮城県
  - 伊具郡丸森町

- 福島県
  - 伊達市

### 交差する道路

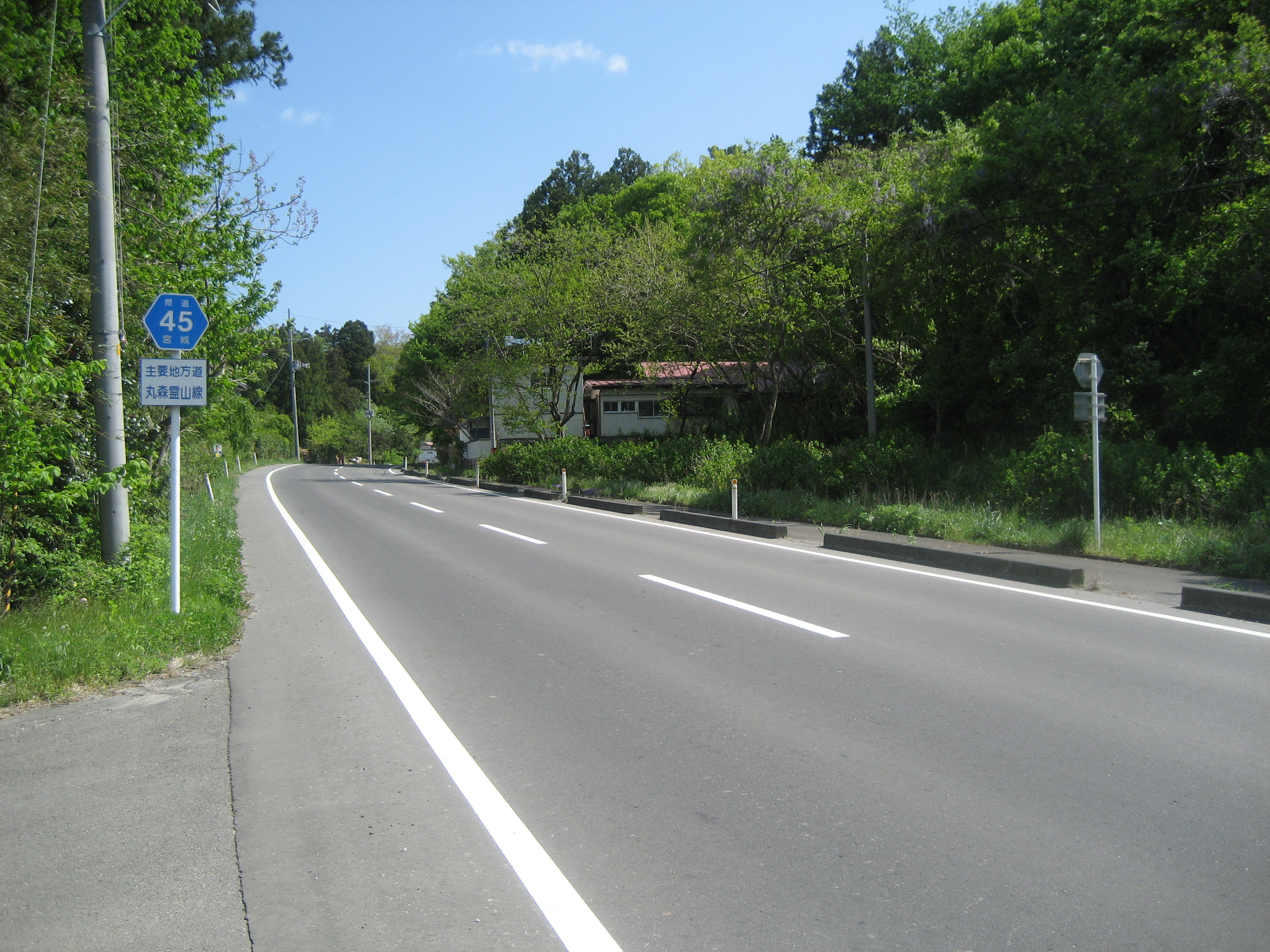
宮城県丸森町内

丸森町内
- 国道349号（大舘 起点）
- 宮城県道101号丸森梁川線（片岸）
- 宮城県道102号平松梁川線（筆甫字肱曲）
県境部 通行不能 笹ノ峠周辺（丸森町筆甫字平松 - 伊達市霊山町大石字立目沢）

伊達市内
- 福島県道31号浪江国見線 浪江方面（霊山町大石字院主）
- 福島県道31号浪江国見線 国見方面（霊山町大石字鳥居）
- 福島県道149号月舘霊山線（霊山町中川字原畑）
- 福島県道122号梁川霊山線（霊山町掛田字下屋敷）
- 国道349号掛田バイパス（霊山町掛田字日向前 終点）

### 沿線
- 丸森町立丸森中学校
- 蔵の郷土館・斎理屋敷
- 七十七銀行丸森支店
- 啓明宮城小学校
- 宮城県伊具高等学校
- 国民宿舎あぶくま荘
- 丸森町立不動尊公園キャンプ場
- 丸森町立筆甫小学校
- 角田警察署筆甫駐在所
- 福島県立霊山自然公園
  - 霊山
- 霊山神社
- 霊山郵便局
- 伊達市立霊山中学校